# Гірські дощові ліси Сулавесі
Гірські дощові ліси Сулавесі (ідентифікатор WWF: AA0124) — австралазійський екорегіон тропічних та субтропічних вологих широколистяних лісів, розташований в горах Сулавесі.

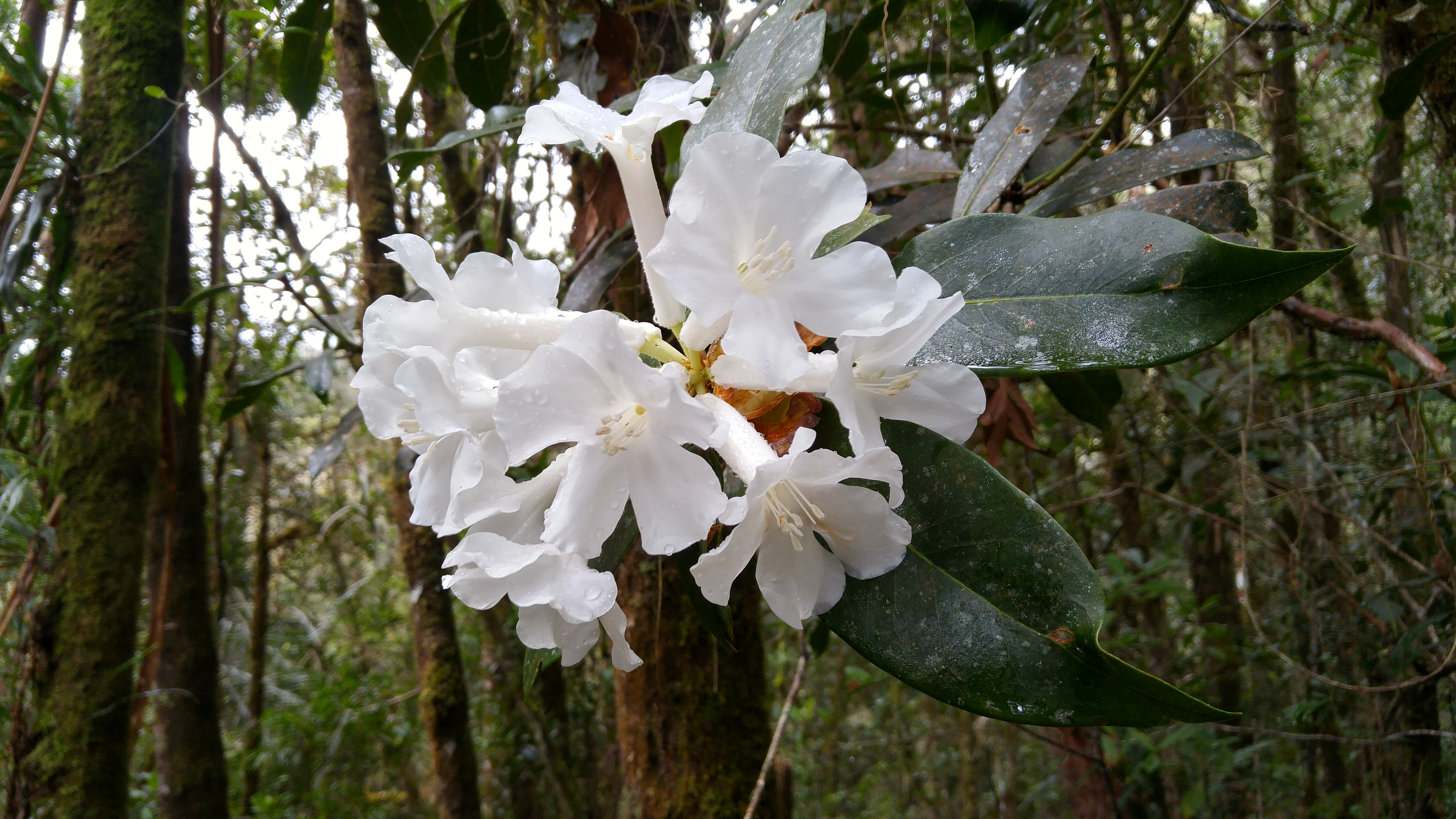
Квітучий рододендрон на горі Рантемаріо

## Географія
Екорегіон гірських дощових лісів Сулавесі охоплює високогір'я острова Сулавесі або Целебес, найсхіднішого в групі Великих Зондських островів. Сулавесі є четвертим за величиною островом в Індонезії та одинадцятим у світі. Від центральної частини острова відходять чотири великі півострови: Північний півострів або Мінахаса, Східний півострів, Південно-Східний півострів та Південний півострів. Ці півострови розділені трьома затоками: між Північним і Східним півостровами розташована затока Томіні, між Східним та Південно-Східним півостровами — затока Толо, а між Південним та Південно-Східним півостровами — затока Боні. Значну частину Сулавесі займають гори, а його найвищою вершиною є гора Рантемаріо заввишки 3478 м, розташована на півночі Південного півострова. Гірські дощові ліси Сулавесі займають близько 40 % площі острова. На висоті нижче 1000 м над рівнем моря вони переходять у рівнинні дощові ліси Сулавесі.
Сулавесі має складну геологічну будову. Захід та схід острова утворюють дві геологічні провінції, розділені розломом Палу-Коро, який тягнеться від міста Палу до затоки Боні. Третя геологічна провінція складається з регіону Токала на Північно-Східному півострові та островів Банггаї, Бутон і Сула. Східний та Західний Сулавесі зіткнулися приблизно 13-19 мільйонів років тому, що призвело до оголення ультраосновних порід. Тектонічні рухи, які спричинили зіткнення, все ще діють, і наразі Сулавесі розривається на частини. На острові зустрічаються різноманітні гірські породи: стародавні офіоліти, мезозойські осадові породи, третинні осадові і магматичні породи, а також четвертинні вулканічні та осадові породи. На Північному півострові Сулавесі розташовані діючі вулкани.
З півночі Сулавесі омивається морем Сулавесі, з північного сходу  — Молуккським морем, з південного сходу — морем Банда, з півдня — морем Флорес, а з південного заходу — Яванським морем. На захід від Сулавесі лежить Макасарська протока, яка відділяє його від Калімантану. Через цю протоку проходить лінія Воллеса, яка розділяє біогеографічні області Індомалаї та Австралазії. В часи останнього льодовикового періоду, коли рівень Світового океану був більш ніж на 100 м нижчим, ніж зараз, Калімантан разом з островами Суматра і Ява утворював єдиний великий масив суходолу, відомий як Сунда, який сполучався з материковою Азією. Натомість Сулавесі разом з сусідніми островами є частиною біогеографічного регіону Воллесії, який ніколи не сполучався ні з Азією, ні з Австралією. Його флора і фауна характеризуються поєднанням азійських та австралійських елементів, а також включають багато ендемічних видів, які еволюціонували в ізоляції.

## Клімат
На низьких висотах екорегіону переважає екваторіальний клімат (Af за класифікацією кліматів Кеппена), а у високогір'ях — високогірний субтропічний клімат (Cfb за класифікацією Кеппена). Середньорічна кількість опадів в екорегіоні коливається від 2000 до 4000 мм.

## Флора
Основними рослинними угрупованнями екорегіону є гірські дощові ліси та субальпійські ліси. Дерева в цих лісах, як правило, утворюють щільний лісовий намет, а їх висота зменшується зі збільшенням висоти над рівнем моря.
На висоті від 1000 до 1500 м над рівнем моря поширені низькогірські ліси. На відміну від рівнинних дощових лісів Сулавесі, у яких не домінує жодна родина дерев, у низькогірських лісах Сулавесі переважають представники родини букових (Fagaceae), серед яких слід відзначити чотири види літокарпусів (Lithocarpus spp.) та два види кастанопсисів (Castanopsis spp.), зокрема новогвінейський кастанопсис (Castanopsis acuminatissima) та буруйський кастанопсис (Castanopsis buruana). Також у низькогірських лісах регіону зустрічаються різні види євгеній (Eugenia spp.) та інші представники родин Миртові (Myrtaceae), Лаврові (Lauraceae) та Чаєві (Theaceae), а також хвойні сулавеські каурі (Agathis dammara) та низьколисті філлокладуси (Phyllocladus hypophyllus). Поширені епіфіти, зокрема різні види орхідей (Orchidaceae).
У середньогірських лісах Сулавесі, поширених на висоті від 1500 до 2000 м над рівнем моря, також переважають представники родини Букові (Fagaceae), особливо сулавеські літокарпуси (Lithocarpus celebicus) та манадоські літокарпуси (Lithocarpus menadoensis), а також зустрічаються сулавеські каурі (Agathis dammara) та різні представники родини Миртові (Myrtaceae). Натомість у високогірних лісах переважають хвойні дерева, зокрема сулавеські каурі (Agathis dammara), низьколисті філлокладуси (Phyllocladus hypophyllus), а також різні види ногоплідників (Podocarpus spp.), дакрикарпусів (Dacrycarpus spp.) та дакридіумів (Dacrydium spp.). а також деякі представники родини Миртові (Myrtaceae). Ці дерева рясно вкриті мохами та іншими епіфітами. В їх підліску поширені чагарники, зокрема перцеві тасманії (Tasmannia piperita) та різні види рододендронів (Rhododendron spp.), чорниць (Vaccinium spp.) та гаультерій (Gaultheria spp.).
Субальпійські ліси, поширені на висоті понад 3200 м над рівнем моря, складаються з невисоких дерев і чагарників, передусім з рододендронів (Rhododendron spp.), десятинасінників (Decaspermum spp.) та солодких вух (Hedyotis spp.), а також з невисоких кущів гаультерії (Gaultheria spp.) та запашного акротамнуса (Acrothamnus suaveolens). Дерева та кущі у субальпійських лісах вкриті різноманітними лишайниками. Серед трав, що зустрічаються на субальпійських луках, слід відзначити різні види альпінії (Alpinia spp.), тонконогу (Poa spp.) та мітлиці (Agrostis spp.).
Загалом флора екорегіону характеризується високим різноманіттям та рівнем ендемізму. Вона тісно пов'язана з флорою Філіппін, Яви, Молуккських та Малих Зондських островів. Рівнинні ліси Сулавесі демонструють спорідненість з лісами Нової Гвінеї, тоді як гірські ліси більш тісно пов’язані з Калімантаном. Близько 20 % видів дерев, поширених в горах Сулавесі, є ендеміками екорегіону.

## Фауна
В межах екорегіону зустрічається 102 види ссавців, з яких третина є ендемічними або майже ендемічними. Серед великих тварин, поширених в горах регіону, слід відзначити майже ендемічних сулавеських свиней (Sus celebensis), сулавеських бабірус (Babyrousa celebensis) та сулавеських замбарів (Rusa timorensis macassaricus), які окрім гірських лісів, зустрічаються і в низинних лісах Сулавесі, а також ендемічних гірських аноа (Bubalus quarlesi), які віддають перевагу гірським дощовим лісам з густим підліском. Популяція цих найменших у світі биків нараховує менше 2500 особин.
На Сулавесі та сусідніх островах зустрічається багато ендемічних приматів — макак та довгоп'ятів. Серед майже ендемічних мавп, поширених в гірських лісах Сулавесі, слід відзначити чубатих макак (Macaca nigra), чорних макак (Macaca maura), чорнявих макак (Macaca nigrescens), макак Хека (Macaca hecki), тонгеанських макак (Macaca tonkeana) та довгоп'ятів Діани (Tarsius dentatus). Ендеміками високогір'їв острова є карликові довгоп'яти (Tarsius pumilus), які зустрічаються у хмарних лісах на висоті від 1800 до 2200 м над рівнем моря.
Також ендеміками екорегіону є різноманітні дрібні гризуни, зокрема гірські довгоносі білки (Hyosciurus heinrichi), менгкокські карликові білки (Prosciurillus abstrusus), малі м'якошерстні пацюки (Rattus mollicomulus), колючі щури Доллмана (Maxomys dollmani), колючі щури Воттса (Maxomys wattsi), довгоголові гірські щури (Bunomys prolatus), центральносулавеські гірські щури (Bunomys penitus), сулавеські м'якошерстні щури (Eropeplus canus), сулавеські гірські щури (Taeromys hamatus), салокські щури (Taeromys arcuatus), щури Соммера (Sommeromys macrorhinos), сулавеські землерийкощури (Melasmothrix naso), целебеські землерийкощури (Crunomys celebensis), довгохвості землерийкощури (Tateomys macrocercus), землерийкощури Тате, стрункі маргаритомиші (Margaretamys elegans), малі маргаритомиші (Margaretamys parvus) та маргаритомиші Крістіни (Margaretamys christinae). Серед інших тварин, поширених в горах Сулавесі, слід відзначити майже ендемічних сулавеських пальмових цивет (Macrogalidia musschenbroekii), сулавеських білозубок (Crocidura lea), сулавеських малих білозубок (Crocidura levicula), довготілих білозубок (Crocidura elongata), сулавеських велетенських білок (Rubrisciurus rubriventer), сулавеських карликових білок (Prosciurillus murinus) та сулавеських криланів (Acerodon celebensis).
Орнітофауна екорегіону нараховує 168 видів птахів, з яких 44 види є ендемічними або майже ендемічними. Серед ендемічних птахів, що зустрічаються виключно у високогір'ях Сулавесі, слід відзначити сулавеських тілопо (Ptilinopus fischeri), смугастобоких пінонів (Cryptophaps poecilorrhoa), сулавеських слукв (Scolopax celebensis), індонезійських сов-голконогів (Ninox ios), імператорських альціонів (Actenoides princeps), малих медовиць (Myza celebensis), великих медовиць (Myza sarasinorum), гірських шикачиків (Celebesica abbotti), целебеських свистунів (Coracornis raveni), жовточеревих свистунів (Pachycephala sulfuriventer), малій (Malia grata), целебеських вівчариків (Phylloscopus sarasinorum), чагарникових вівчариків (Phylloscopus nesophilus), малих окулярців (Heleia squamiceps), целебеських дроздів (Zoothera heinrichi), перкачів (Turdus turdoides), мінгаських нільтав (Eumyias sanfordi), целебеських нільтав (Eumyias hoevelli), целебеських алікорто (Heinrichia calligyna), целебеських мухоловок (Ficedula bonthaina) та целебеських товстодзьобок (Hylocitrea bonensis).
Серед майже ендемічних представників регіону слід відзначити жовтолобих голубів (Gallicolumba tristigmata), сулавеських пінонів (Ducula radiata), білочеревих пінонів (Ducula forsteni), сулавеських зозуль (Cuculus crassirostris), острівних ночнарів (Eurostopodus diabolicus), сулавеських саланган (Aerodramus sororum), целебеських осоїдів (Pernis celebensis), сулавеських орлів-чубанів (Nisaetus lanceolatus), сулавеських яструбів (Accipiter griseiceps), винногрудих яструбів (Accipiter rhodogaster), мінагаських сипух (Tyto inexspectata), сулавеських сплюшок (Otus manadensis), сулавеських калао (Rhyticeros cassidix), сулавеських бджолоїдок (Meropogon forsteni), сулавеських дятлів (Yungipicus temminckii), сулавеських торомб (Mulleripicus fulvus), сулавеських папуг-віхтьохвостів (Prioniturus platurus), жовтощоких лорікетів (Saudareos meyeri), сулавеських медовичок (Myzomela chloroptera), волошкових шикачиків (Coracina temminckii), сулавеських шикачиків (Edolisoma morio), білоспинних ланграйнів (Artamus monachus), целебеських віялохвісток (Rhipidura teysmanni), гірських дронго (Dicrurus montanus), золотогорлих окулярників (Zosterops atrifrons), садових окулярників (Zosterops anomalus), білогорлих джунгляків (Pellorneum celebense), сулавеських майн (Enodes erythrophris), сулавеських нільтав (Cyornis omissus), золотобоких квіткоїдів (Dicaeum aureolimbatum), червоноголових квіткоїдів (Dicaeum nehrkorni) та сіробоких квіткоїдів (Dicaeum celebicum).

## Збереження
Частина лісів регіону була знищена, що призвело до значної ерозії гірських схилів, однак стрімкий рельєф регіону та відносна відсутність комерційно цінних порід дерев перешкоджають масштабній лісозаготівлі. Основними загрозами для збереження природи регіону є вирубка лісів, полювання та розпалювання пожеж у субальпійських високогір'ях.
Оцінка 2017 року показала, що 9066 км², або 12 % екорегіону, є заповідними територіями. Природоохоронні території включають: Національний парк Лоре-Лінду, Національний парк Ганданг-Девата, Національний парк Вакатобі, Національний парк Богані-Нані-Вартабоне та Природний заповідник Гунунг-Амбанг.